# Saison 1 de Chicago Med
Chronologie
Saison 2
Cet article présente le guide des épisodes de la première saison de la série télévisée américaine Chicago Med.

## Généralités
- Aux États-Unis, elle a été diffusée du 17 novembre 2015 au 17 mai 2016 sur le réseau NBC.
- Au Canada, elle a été diffusée en simultané sur le réseau Global[1], la diffusion varie entre 24 et 26 heures en avance ou de retard et en simultané selon la disponibilité des cases horaires du réseau.

## Distribution

### Acteurs principaux
- S. Epatha Merkerson : Sharon Goodwin, la directrice du Chicago Medical Center
- Oliver Platt : Dr Daniel Charles, un chef de psychiatrie
- Nick Gehlfuss : Dr Will Halstead, un médecin des urgences et frère du détective Jay Halstead
- Yaya DaCosta : April Sexton, une infirmière
- Colin Donnell : Dr Connor Rhodes, un chirurgien
- Brian Tee : Dr Ethan Choi, un ancien médecin de l'Armée
- Torrey DeVitto : Dr Natalie Manning, une pédiatre
- Rachel DiPillo : Dr Sarah Reese, une stagiaire d'urgence, qui sort juste de l'école de médecine
- Marlyne Barrett : Maggie Lockwood, une infirmière

### Acteurs récurrents
- Carl Lumbly : Bert Goodwin, le mari de Sharon Goodwin, ayant une maladie physique
- Julie Marie Berman : Dr Samantha « Sam » Zanetti, une chirurgienne
- Brennan Brown : Dr Sam Abrams, un neurochirurgien
- Peter Mark Kendall : Joey, un technicien de laboratoire
- D. W. Moffett : Cornelius Rhodes, le père du Dr Connor Rhodes
- Gregg Henry : Dr David Downey
- Annie Potts : Helen Manning, la belle-mère, par alliance, du Dr Natalie Manning
- Patti Murin : pathologiste
- Susie Abromeit : Zoe Roth, une représentante pharmaceutique
- La distribution de Chicago Fire.
- La distribution de Chicago PD.

## Épisodes

### Épisode 1:Le Premier jour
- États-Unis /  Canada : 17 novembre 2015 sur NBC[2] / Global[3]
- Québec : 10 novembre 2016[4] sur Max[5]
- Suisse : 25 décembre 2016 sur RTS Un[6]
- Belgique : 30 décembre 2016[7] sur RTL-TVI[8]
- France : 3 janvier 2017[9] sur TF1 et le 9 septembre 2018 sur Cstar [10]

- États-Unis : 8,64 millions de téléspectateurs[11] (première diffusion)
- France : 4,19 millions de téléspectateurs[12] (première diffusion)

Rahm Emanuel : maire de Chicago

### Épisode 2:À tort ou à raison
- États-Unis /  Canada : 24 novembre 2015 sur NBC / Global
- Québec : 17 novembre 2016 sur Max
- Suisse : 25 décembre 2016 sur RTS Un
- Belgique : 30 décembre 2016 sur RTL-TVI
- France : 3 janvier 2017 sur TF1 et le 9 septembre 2018 sur Cstar

- États-Unis : 7,61 millions de téléspectateurs[13] (première diffusion)
- France : 3,68 millions de téléspectateurs[12] (première diffusion)

- Aislinn DeButch : l'adolescente de 14 ans
- Annie Potts : Helen, la belle-mère du Dr Manning

### Épisode 3:L'Alternative
- États-Unis /  Canada : 1er décembre 2015 sur NBC / Global
- Québec : 24 novembre 2016 sur Max
- Suisse : 25 décembre 2016 sur RTS Un
- Belgique : 30 décembre 2016 sur RTL-TVI
- France : 3 janvier 2017 sur TF1 et le 9 septembre 2018 sur Cstar

- États-Unis : 9,87 millions de téléspectateurs[14] (première diffusion)
- Canada : 1,019 million de téléspectateurs[15] (première diffusion + différé 7 jours)
- France : 3,26 millions de téléspectateurs[12] (première diffusion)

### Épisode 4:Héros d'un jour
- États-Unis /  Canada : 8 décembre 2015 sur NBC / Global
- Québec : 1er décembre 2016 sur Max
- Suisse : 1er janvier 2017 sur RTS Un
- Belgique : 6 janvier 2017 sur RTL-TVI
- France : 10 janvier 2017 sur TF1

- États-Unis : 9,6 millions de téléspectateurs[16] (première diffusion)
- France : 3,67 millions de téléspectateurs[17] (première diffusion)

### Épisode 5:Erreur de diagnostic
- États-Unis /  Canada : 5 janvier 2016 sur NBC[18] / Global
- Québec : 8 décembre 2016 sur Max
- Suisse : 1er janvier 2017 sur RTS Un
- Belgique : 6 janvier 2017 sur RTL-TVI
- France : 10 janvier 2017 sur TF1

- États-Unis : 8,39 millions de téléspectateurs[19] (première diffusion)
- Canada : 1,035 million de téléspectateurs[20] (première diffusion + différé 7 jours)
- France : 3,10 millions de téléspectateurs[21](première diffusion)

- Jesse Lee Soffer (Jay Halstead)

### Épisode 6:Les Liens du sang
- États-Unis : 19 janvier 2016 sur NBC
- Canada : 20 janvier 2016 sur Global
- Québec : 15 décembre 2016 sur Max
- Suisse : 1er janvier 2017 sur RTS Un
- Belgique : 6 janvier 2017 sur RTL-TVI
- France : 10 janvier 2017 sur TF1

- États-Unis : 7,05 millions de téléspectateurs[22] (première diffusion)
- France : 2,80 millions de téléspectateurs[21] (première diffusion)

- Annie Potts : Helen, la belle-mère du Dr Manning

### Épisode 7:Contre mauvaise fortune…
- États-Unis : 26 janvier 2016 sur NBC
- Canada : 27 janvier 2016 sur Global
- Québec : 22 décembre 2016 sur Max
- Suisse : 8 janvier 2017 sur RTS Un
- Belgique : 13 janvier 2017 sur RTL-TVI
- France : 17 janvier 2017 sur TF1

- États-Unis : 7,58 millions de téléspectateurs[23] (première diffusion)
- France : 3,26 millions de téléspectateurs[24] (première diffusion)

- Annie Potts : Helen, la belle-mère du Dr Manning
- Michael Hendricks : le père du Dr Manning
- Regan Rohde : la mère du Dr Manning

### Épisode 8:À cœur ouvert
- États-Unis : 2 février 2016 sur NBC
- Canada : 3 février 2016 sur Global
- Québec : 29 décembre 2016 sur Max
- Suisse : 8 janvier 2017 sur RTS Un
- Belgique : 13 janvier 2017 sur RTL-TVI
- France : 17 janvier 2017 sur TF1

- États-Unis : 7,54 millions de téléspectateurs[25] (première diffusion)
- France : 3,26 millions de téléspectateurs[24] (première diffusion)

### Épisode 9:Cas de conscience
- États-Unis /  Canada : 9 février 2016 sur NBC / Global
- Québec : 5 janvier 2017 sur Max
- Suisse : 8 janvier 2017 sur RTS Un
- Belgique : 13 janvier 2017 sur RTL-TVI
- France : 17 janvier 2017 sur TF1

- États-Unis : 7,02 millions de téléspectateurs[26] (première diffusion)
- France : 3,26 millions de téléspectateurs[24] (première diffusion)

### Épisode 10:Entre deux
- États-Unis /  Canada : 16 février 2016 sur NBC / Global
- Québec : 12 janvier 2017 sur Max
- Suisse : 15 janvier 2017 sur RTS Un
- Belgique : 20 janvier 2017 sur RTL-TVI
- France : 24 janvier 2017 sur TF1

- États-Unis : 6,66 millions de téléspectateurs[27] (première diffusion)

### Épisode 11:Le Choix du patient
- États-Unis /  Canada : 23 février 2016 sur NBC / Global
- Suisse : 15 janvier 2017 sur RTS Un
- Québec : 19 janvier 2017 sur Max
- Belgique : 20 janvier 2017 sur RTL-TVI
- France : 24 janvier 2017 sur TF1

- États-Unis : 6,64 millions de téléspectateurs[28] (première diffusion)

### Épisode 12:Les Faux coupables
- États-Unis /  Canada : 29 mars 2016 sur NBC / Global
- Suisse : 15 janvier 2017 sur RTS Un
- Belgique : 20 janvier 2017 sur RTL-TVI
- France : 24 janvier 2017 sur TF1
- Québec : 26 janvier 2017 sur Max

- États-Unis : 8,68 millions de téléspectateurs[29] (première diffusion)

L'infirmière Lockwood est arrêtée pour avoir empêché un officier de police de faire un prélèvement de sang à un patient sans son consentement.

### Épisode 13:Une partie d'un tout
- États-Unis /  Canada : 5 avril 2016 sur NBC / Global
- Suisse : 22 janvier 2017 sur RTS Un
- Belgique : 27 janvier 2017 sur RTL-TVI
- France : 31 janvier 2017 sur TF1

- États-Unis : 7,23 millions de téléspectateurs[30] (première diffusion)

### Épisode 14:Frères d'armes
- États-Unis /  Canada : 19 avril 2016 sur NBC / Global
- Suisse : 22 janvier 2017 sur RTS Un
- Belgique : 27 janvier 2017 sur RTL-TVI
- France : 31 janvier 2017 sur TF1

- États-Unis : 8,16 millions de téléspectateurs[31] (première diffusion)

### Épisode 15:Héritage du passé
- États-Unis /  Canada : 26 avril 2016 sur NBC / Global
- Suisse : 22 janvier 2017 sur RTS Un
- Belgique : 27 janvier 2017 sur RTL-TVI
- France : 31 janvier 2017 sur TF1

- États-Unis : 9 millions de téléspectateurs[32] (première diffusion)

### Épisode 16:Au milieu du désordre
- États-Unis /  Canada : 3 mai 2016 sur NBC / Global
- Suisse : 29 janvier 2017 sur RTS Un
- Belgique : 3 février 2017 sur RTL-TVI
- France : 7 février 2017 sur TF1

- États-Unis : 7,62 millions de téléspectateurs[33] (première diffusion)

### Épisode 17:Effets de manque
- États-Unis /  Canada : 10 mai 2016 sur NBC / Global
- Suisse : 29 janvier 2017 sur RTS Un
- Belgique : 3 février 2017 sur RTL-TVI
- France : 7 février 2017 sur TF1

- États-Unis : 8,01 millions de téléspectateurs[34] (première diffusion)
- Canada : 1,058 million de téléspectateurs[35] (première diffusion + différé 7 jours)

### Épisode 18:Fin de parcours
- États-Unis /  Canada : 17 mai 2016 sur NBC / Global
- Suisse : 29 janvier 2017 sur RTS Un
- Belgique : 3 février 2017 sur RTL-TVI
- France : 7 février 2017 sur TF1

- États-Unis : 7,86 millions de téléspectateurs[36] (première diffusion)

Alors que Sarah s'apprête à se rendre avec Joey à sa cérémonie de remise de diplôme, une question plus importante la taraude : est-elle vraiment faite pour la pathologie ? 